# Bateaux (magazine)
Bateaux est un magazine mensuel français publié de 1958 à 2015.

## Histoire
Le magazine a été créé en 1958 par Pierre Lavat, diplômé de l’École navale et d’HEC et se développe en symbiose avec le Salon nautique international de Paris à partir de 1962. Il se destine aux pratiquants de tous niveaux. Bernard Moitessier et Philippe Viannay entre autres font partie des rédacteurs. Il est vendu en 1974 au Groupe Hersant puis au groupe britannique Emap en 1994. Il change de propriétaire en 2006, pour l’Italien Mondadori et en 2008 pour l’Allemand Motor Presse. Enfin en 2012, SAS éditions Course Au Large et Groupe Télégramme (49 % du capital) détiennent les parts du magazine SAS éditions Course Au Large dépose le bilan en 2015 et le titre disparait avec l'édition de juin 2015. Aujourd'hui, la marque appartient aux Éditions Larivière qui éditent Voile Magazine ainsi que Le monde du Multicoque, deux magazines consacrés à la plaisance. 